# Wyrwas
Wyrwas – kolonia w Polsce położona w województwie łódzkim, w powiecie pajęczańskim, w gminie Rząśnia. 
W latach 1975–1998 miejscowość administracyjnie należała do województwa piotrkowskiego.